# Luis González Vicén
Luis González Vicén (n. 1910) va ser un polític espanyol d'extrema dreta que va tenir paper rellevant durant la Dictadura franquista. «Camisa vella» i conegut per les seves postures radicals, durant el franquisme va ocupar importants càrrecs com delegado nacional de Información e Investigación o lloctinent de la Guàrdia de Franco.

## Biografia
Metge de professió, en la seva joventut havia format part de les Juntas de Ofensiva Nacional Sindicalista al costat de José Antonio Girón de Velasco. Posteriorment es va integrar a Falange Española de las JONS. Detingut per les autoritats republicanes i empresonat a la presó d'Àvila, després de l'esclat de la Guerra civil va ser alliberat. En les lluites intestinas que es van deslligar en el si de Falange, González Vicén es va posicionar a favor de Sancho Dávila.
Després del final de la contesa va arribar a ocupar els càrrecs de governador civil d'Alacant (1941-1944), delegado nacional de Información e Investigación i lloctinent de la Guàrdia de Franco. Com a cap del va entaular converses secretes amb l'adreça clandestina de la Confederació Nacional del Treball (CNT), les quals no van prosperar. Conegut pel seu falangisme radical, es va significar al costat d'altres «camises velles» com José Antonio Elola-Olaso o Carlos Ruiz García en les seves reivindicacions contràries a la línia d'actuació del subsecretari general Rodrigo Vivar Téllez. En 1956, en una carta dirigida a José Luis Arrese Magra, va criticar que a aquestes altures el règim no hagués tancat encara la ferida de la Guerra civil, i que per contra la mantingués oberta. En aquesta època formà part de la comissióque va treballar l'avantprojecte de Llei de Principis del Movimiento Nacional que preparava Arrese —que preveia convertir la dictadura franquista en un règim plenament totalitari..
Durant el règim va ocupar altres càrrecs com a membre del Consell Nacional del Movimiento, o procurador en les Corts franquistes.
Al començament de la dècada de 1960 va assumir la presidència de la Junta directiva dels Círculos Doctrinales «José Antonio», en substitució del greument malalt Julián Pemartín. Per divergències amb altres dirigents va dimitir d'aquest càrrec al juny de 1964. Fou succeït per Diego Márquez Horrillo.

## Família
Un dels seus germans, Felipe, va ser simpatitzant republicà, raó per la qual va arribar a ser represaliat.